# بین ایر
بین ایر (به انگلیسی: Bin Air) یک شرکت هواپیمایی است که در تاریخ ۱۹۹۶ میلادی تأسیس شده است.